# Piedicorte-di-Gaggio
Piedicorte-di-Gaggio é uma comuna francesa na região administrativa de Córsega, no departamento da Alta Córsega. Estende-se por uma área de 27,25 km². 